# Том Хаос
Вячеслав Александрович Зинуров  (20 октября 1971, Ленинград — 10 марта 2022, Капорки, Московская область), более известный под псевдонимом Том Хаос — российский певец, музыкант, композитор, диджей, танцор, актёр. Основатель, солист группы «Отпетые мошенники» (1996—2021); в её составе лауреат фестиваля «Песня года» и премии «Золотой граммофон».

## Биография

### Ранние годы
Вячеслав Зинуров родился 20 октября 1971 года в Ленинграде. Он был вторым ребёнком в многодетной семье.
Музыкой увлекался с детства. Заниматься творчеством Вячеслав начал после знакомства в пионерском лагере с будущим продюсером Евгением Орловым, игравшим на трубе в школьном ансамбле «Синкопа». Вернувшись домой после каникул, Вячеслав записался в музыкальную школу, которую позже успешно окончил по классу трубы. Однако решение связать жизнь с музыкой он принял не сразу. После школы он учился в одном из ленинградских ПТУ, получив специальность повара. В 1990—1992 гг. проходил срочную воинскую службу.

### Музыкальная карьера
После армии Вячеслав Зинуров в течение пяти лет был танцором в группе «Неоновый мальчик», также одновременно выступал в качестве ди-джея в ночных клубах. Затем руководил собственной танцевальной школой. С будущими партнёрами Сергеем Амораловым и Гариком Богомазовым, участниками не очень популярного дуэта «БекКрафт», он познакомился через рэпера Клаву МС, с которой работал на дискотеках.
8 декабря 1996 года состоялся совместный дебют на сцене на фестивале «Танцующий город» в Череповце. Именно этот день считается официальным днём рождения группы «Отпетые мошенники». Вячеслав Зинуров и придумал название коллективу, увидев его на обложке кассеты с фильмом «Отпетые мошенники».
Изначально музыканты даже не думали, что группа станет музыкально и коммерчески успешной. Но уже в следующем году становится популярной песня «Бросай курить» с их первого альбома «Из Цветного Пластилина», а в 1998 году вышел первый хит — песня «Всяко-разно», получившая премию Русского радио «Золотой граммофон». С этого момента начался взлёт в карьере участников коллектива. Популярность росла с каждым днём, группа много гастролировала по России и за рубежом. Их продюсером стал давний друг Вячеслава — Евгений Орлов. Окончательно складывается «бесшабашно-хулиганский» сценический образ и характерный музыкально-танцевальный стиль с элементами рэпа, стилизацией под дворовые песни и обилием энергичных, задорных танцев. По этой причине солистам часто приходилось выступать под фонограмму, так как совмещать сложные танцевальные номера и вокал было физически сложно.
В последующие года «Отпетые мошенники» выпускают такие хиты, как «Люби, меня, люби», внёсшая лирическую ноту в творчество группы, «Девушки бывают разные», «А у реки», «Обратите внимание» и многие другие. Было записано 7 альбомов и снято 29 клипов, некоторые из которых снимались в Испании и Париже. Вячеслав Зинуров писал музыку и занимался постановкой танцев и диджеингом.
В начале карьеры в «Отпетых мошенниках» Зинуров берёт себе творческий псевдоним Том Хаос. Иногда его ошибочно именовали Хаусом, которое переводится как «дом». Также музыкант добавлял к своему сценическому имени приставку «младший» для отличия, так как «старшим» считал брата, также работавшего диджеем.
Пик популярности «Отпетых мошенников» пришёлся на начало 2000-х годов. Их песни регулярно звучали на радио, попадали в различные хит-парады, не покидали вершин российских музыкальных чартов, их можно было услышать практически на любой дискотеке. Группа взяла четыре статуэтки «Золотого граммофона» и премию фестиваля «Песня года».
В середине нулевых в творчестве группы наметился явный спад. Альбом «Назло рекордам» был прохладно встречен поклонниками, а в 2011 году из-за проблем с алкоголем коллектив покинул Гарик Богомазов. На его место пришёл Андрей Репников, являвшийся автором или соавтором почти всех хитов коллектива. Однако вернуть былую популярность это не помогло. В это же время уходит и продюсер Евгений Орлов, как он сам утверждает, возмутившись предложением лидера группы Сергея Аморалова отдохнуть друг от друга.
23 июня 2016 года Репников попал в серьёзное ДТП, получив тяжёлые травмы. Несмотря на то, что он смог восстановиться после аварии, в группу не вернулся.
До августа 2021 года Сергей Аморалов и Том Хаос выступали как дуэт. 25 августа 2021 года Вячеслав Зинуров объявил о прекращении работы с Амораловым. На его место пришёл танцор Алексей Радченко. Причиной ухода Вячеслав назвал обман со стороны Сергея, обвинив его в нечестном распределении гонораров. За несколько дней до гибели музыкант рассказывал в программе «Звёзды сошлись»: «У нас была с ним договоренность 50 на 50. У меня среди устроителей, организаторов есть друзья, которые мне назвали сумму, которую они выплатили за концерт… Мне приносят мою сумму гонорара, я подсчитываю и задаю вопрос: „А почему здесь меньше?“ Одна четвёртая или одна третья примерно».
После ухода из группы Вячеслав пытался начать сольную карьеру, выступая с репертуаром «Отпетых мошенников». Его первый сольный концерт состоялся 26 сентября 2021 года в заведении «Руки Вверх бар» в Москве. Позже объединился с бывшим товарищем по группе Гариком Богомазовом. Вместе они успели дать ряд концертов, указывая на афишах название группы с приставкой «экс-участники». Однако выступления приносили весьма скромные доходы. По словам PR-директора Майи Троян, гонорары, которые они получали были в районе 40-50 тысяч рублей.
В марте 2022 года Аморалов зарегистрировал на себя название группы, что не позволяло бывшим участникам использовать на своих выступлениях как само название, так и песни группы. В ответ на это Вячеслав и Гарик заявили, что намерены обратиться в суд, так как считают незаконным такое присвоение товарного знака.

### Смерть
Покончил жизнь самоубийством, повесившись на собачьем поводке на винтовой лестнице, 10 марта 2022 года, в своём подмосковном доме в деревне Капорки, Дмитровского района. В тот день у него было назначено два интервью. Когда музыкант не явился к назначенному времени на съёмки и перестал выходить на связь, обеспокоенные родственники и коллеги забили тревогу. Сестра певца попросила соседа сходить к нему домой и узнать, что случилось.
По словам друзей и близких, перед смертью артист пребывал в глубокой депрессии, вызванной скандальным уходом из группы. Несмотря на это, для коллег и поклонников новость о  смерти солиста «Отпетых мошенников» стала шоком. Леонид Агутин, в течение многих лет друживший с ним, откликнулся на его смерть, разместив на своей странице в Инстаграме чёрно-белую фотографию Тома Хаоса с комментарием: «Ушёл из жизни Славик из „Отпетых мошенников“. Легендарный Том Хаус, в жизни Вячеслав Зинуров. Спи спокойно, друг. Хрен знает вообще, как сейчас жить. Ты был хорошим человеком. Таким и останешься для нас…».
Похоронен на Ховринском кладбище в Мытищах. Во время церемонии прощания Вячеслав был в тёмных очках, которые были непременным атрибутом сценического образа певца. Перед погребением, их сняли и положили ему в карман. Проводили артиста в последний путь традиционными аплодисментами.
После смерти Зинурова родственники и друзья обвинили Аморалова в систематической травле бывшего коллеги по группе, устроенной в Интернете. Лидер «Отпетых мошенников» отверг все обвинения в мошенничестве и травле. Он рассказал, что был потрясён гибелью Вячеслава. По его мнению, немалую роль в трагедии сыграла жена Гарика Богомазова Виктория. Кроме того, по словам Аморалова, его бывший напарник мог попасть под негативное влияние людей «неправильной направленности», которые были в окружении Зинурова в последние месяцы жизни.

### Личная жизнь
Вячеслав Зинуров не был женат и не имел детей. Долгое время встречался с Евгенией Синицкой, которая с 2008 по 2011 годы являлась солисткой поп-группы «Сливки». В 2009 году пара рассталась. Причиной стал роман Зинурова с певицей Оксаной Почепой, известной под псевдонимом Акула. Вячеслав начал заниматься поисками загородного дома, где планировал жить с возлюбленной и уже говорил о скорой свадьбе. Однако позже они прекратили отношения.
За шесть лет до смерти он всё же перебрался из Санкт-Петербурга в Подмосковье. Взамен проданной петербургской квартиры, певец приобрёл коттедж в Капорках и сразу затеял ремонт в новом жилье. В это время он встречался с девушкой по имени Олеся Мазурок. Пара планировала пожениться и обзавестись детьми.
Последние годы музыкант проживал один. Дома у него жили две собаки — алабай по кличке Мирэль и тойтерьер Лаки. Питомцев он очень любил и считал своей семьёй.

## Фильмография
| Год  |   | Название | Роль  |
| ---- | - | -------- | ----- |
| 2021 | с | Полярный | камео |